# Antonín Bartoněk
Antonín Bartoněk (Brno, 29 de octubre de 1926 - 30 de mayo de 2016) fue un filólogo clásico checo y especialista en estudios micénicos.
Bartoněk estudió filología clásica en la Universidad Masaryk de Brno. Desde su graduación en 1952, trabajó en esta universidad, primero como asistente, desde 1962 como profesor y desde 1968 como catedrático. Desde 1990 fue profesor en la Universidad Palacký de Olomouc. También ocupó puestos de profesor en las universidades de Viena, Heidelberg, Graz, Ámsterdam y Cambridge.
La mayor parte de la investigación publicada por Bartoněk se dedicó a los estudios micénicos y a la lingüística griega. Fue uno de los principales expertos en el desciframiento y desarrollo de los textos escritos en lineal B, así como en el campo de los dialectos del griego antiguo. Su principal obra es el Handbuch des mykenischen Griechisch (2003).
Antes de la caída del telón de acero era uno de los pocos estudiosos del bloque oriental activos en este campo de investigación. A pesar de las evidentes dificultades, mantuvo contactos con destacados colegas occidentales. Cabe destacar una tarjeta postal que recibió de John Chadwick: había pasado los controles fronterizos, aunque estaba escrita íntegramente en escritura lineal B.
Bartoněk fue también autor, junto a su esposa Daša Bartoňková, de algunas guías de viajes, como una guía cultural de la zona fronteriza entre Austria y la República Checa.

## Publicaciones principales
Entre otras:
- (Ed.): Studia Mycenaea. Proceedings of the Mycenaean symposium, Brno April 1966. Universita J. E. Purkyně, Brünn 1968 (Opera Universitatis Purkynianae Brunensis, Facultas philosophica, 127), p. 147–151: Mycenological Activities in the Countries of the “Eirene” Committee, and p. 211–252: Appendix II: Mycenaean Bibliography of the „Eirene“ countries, darin: German Democratic Republic, p. 229–230, (online) Archivado el 20 de junio de 2022 en Wayback Machine. (PDF); Soviet Union, p. 243–248, (online) Archivado el 20 de junio de 2022 en Wayback Machine. (PDF); Yugoslavia, p. 249–252, (online) Archivado el 20 de junio de 2022 en Wayback Machine. (PDF). (Revisión de actividades en micenología en varios países del bloque oriental con bibliografía.)
- Grundzüge der altgriechischen mundartlichen Frühgeschichte. Institut für Sprachwissenschaft der Universität Innsbruck, 1991 (Innsbrucker Beiträge zur Sprachwissenschaft: Vorträge und kleinere Schriften, 50).
- The Classics in East Europe. En: Victor Bers, Gregory Nagy (ed..): The Classics in East Europe. Essays on the Survival of a Humanistic Tradition. From the End of World War II to the Present. Worcester, Mass. 1996 (American Philological Association Pamphlet Series), p. 55–84.
- Die ägäischen voralphabetischen Schriften. En: Yoko Nishina (ed.): Europa et Asia Polyglotta – Sprachen und Kulturen. Festschrift für Robert Schmitt-Brandt zum 70. Geburtstag. Röll, Dettelbach 1998, p. 16–21.
- Handbuch des mykenischen Griechisch. Winter, Heidelberg 2003.
- A comparative Graeco-Latin sentence syntax within the European context. Lincom Europa, Múnich 2010 (LINCOM Studies in Indo-European Linguistics, 37), Index